# ميخائيل ماير (لاعب كرة قدم)
ميخائيل ماير (بالألمانية: Michael Mayer)‏ (17 أكتوبر 1970 في ألمانيا - ) هو لاعب كرة قدم ألماني في مركز الوسط. لعب مع نادي شتوتغارت وTuS Metzingen ‏ ورويتلينغن 05 ‏.

## وصلات خارجية
- مايكل ماير على موقع قاعدة بيانات كرة القدم.إي يو (الإنجليزية)
- مايكل ماير على موقع بيانات كرة القدم. دي إي (الألمانية)
- مايكل ماير على موقع عالم كرة القدم.نت (الإنجليزية)